# Baranjske mikroregije
Prema "Leksikonu naselja Hrvatske" Božidara Feldbauera  (2004-2005. g.) hrvatski dio Baranje, koju neki drugi izvoru nazivaju i Baranjskom mezoregijom, dijeli se na četiri mikroregije:
| Naziv mikroregije           | Naselja koja joj pripadaju |
| --------------------------- | --- |
| Banska kosa                 | Batina, Beli Manastir, Kamenac, Karanac, Kotlina, Podolje, Zmajevac |
| Baranjska nizina            | Baranjsko Petrovo Selo, Bolman, Čeminac, Darda, Draž, Grabovac, Jagodnjak, Jasenovac, Kneževi Vinogradi, Kozarac, Majške Međe, Mece, Mirkovac, Mitrovac, Novi Bezdan, Novi Bolman, Novi Čeminac, Novo Nevesinje, Petlovac, Podravlje, Podunavlje, Sokolovac, Sudaraž, Suza, Širine, Švajcarnica, Torjanci, Tvrđavica, Uglješ, Zeleno Polje |
| Dravsko-dunavski ritovi     | Bilje, Kopačevo, Kozjak, Lug, Podunavlje, Tikveš, Vardarac, Zlatna Greda |
| Karašička aluvijalna nizina | Branjina, Branjin Vrh, Draž, Duboševica, Gajić, Kneževo, Luč, Popovac, Šećerana, Šumarina, Topolje i Vardarac |

Već iz njihovih imena vidljivo je koje dijelove Baranje obuhvaćaju te mikroregije. Mikroregija Banska kosa obuhvaća uzvisinu Bansku kosu i naselja uz nju. Baranjska nizina obuhvaća nizinu južno i jugozapadno od Banske kose. Mikroregija Dravsko-dunavski ritovi obuhvaća uže međuriječje Drave i Dunava, a Karašička aluvijalna (=naplavna) nizina prostor sjeverno od kanala Male Karašice i rječice Karašice. Za svako naselje u Feldbauerovom leksikonu navedeno je kojoj mikroregiji pripada, a preko nje i kojoj makroregiji, npr. Baranjsko Petrovo Selo smješteno je "u mikroregiji Baranjske nizine Istočnohrvatske ravnice".